# Adrien Mouton (architecte)
Pour les articles homonymes, voir Adrien Mouton et Mouton (homonymie).
Adrien Mouton est un architecte français du XVIIIe siècle, né à Versailles (paroisse Notre-Dame) en 1741 et mort à Paris en 1820.

## Biographie
Inscrit à l'Académie royale d'architecture parmi les élèves de Loriot, Mouton s'engagea dans l'agence de Barreau de Chefdeville, lauréat du concours pour la reconstruction du Palais Bourbon en 1764 et remporta la même année le grand prix au concours de l'Académie (sujet : « un collège sur un terrain de soixante-et-dix toises »). Pensionnaire au palais Mancini à Rome en 1766-1767, il fit montre d'insoumission vis-à-vis de Natoire, directeur de l'Académie de France à Rome en refusant de présenter un billet de confession dans le temps de Pâques, « ce qui alors était plus souvent signe de jansénisme que de libre pensée. Le différend s'envenima et prit une tournure judiciaire ». Mouton finit par gagner le procès en 1770, Natoire se voyant condamner à 20 000 livres de dommages et intérêts ainsi qu'aux dépens. 
De retour en France, il travailla au service de la famille Brûlart de Genlis. En 1769, il décora la bibliothèque du célèbre avocat Target. De 1771 à la Révolution, il fut l'architecte du maréchal-duc de Mouchy dans son hôtel de la rue de l'Université (Paris, 7e arrondissement).
En 1782, de retour d'Amérique, le marquis de La Fayette fit l'acquisition de l'hôtel de M. de Bérenger, loué au marquis de Veynes, no 119 rue de Lille. « Cette maison était en cours de transformation sur les dessins d'Adrien Mouton, qui se conforma dès lors aux convenances de l'acquéreur : la dépense fut de 100 000 livres ; elle obligea La Fayette à vendre certaines de ses terres (Archives de la Fondation José et René de Chambrun) ».
« En 1792, comme beaucoup d'architectes sans emploi, Mouton fut attaché au Sommier des rentes nationales, qui recensait les biens des émigrés ».

### Sources
- Michel Gallet, Les Architectes parisiens du XVIIIe siècle : Dictionnaire biographique et critique, Paris, Éditions Mengès, 1995, 494 p. (ISBN 978-2-85620-370-5 et 2-85620-370-1)